# سنجاب زمینی پایوتی
سنجاب زمینی پایوتی (نام علمی: Urocitellus mollis) نام یک گونه از سرده سنجاب‌های زمینی تمام‌شمالی است.